# Неотинея обожжённая
Неотине́я обу́гленная, Неотинея обожжённая, или Ятры́шник обожжённый (лат. Neotinea ustulata) — вид цветковых растений рода Neotinea семейства Орхидные (Orchidaceae), ранее вид помещался в род Ятрышник (Orchis).

## Ботаническое описание

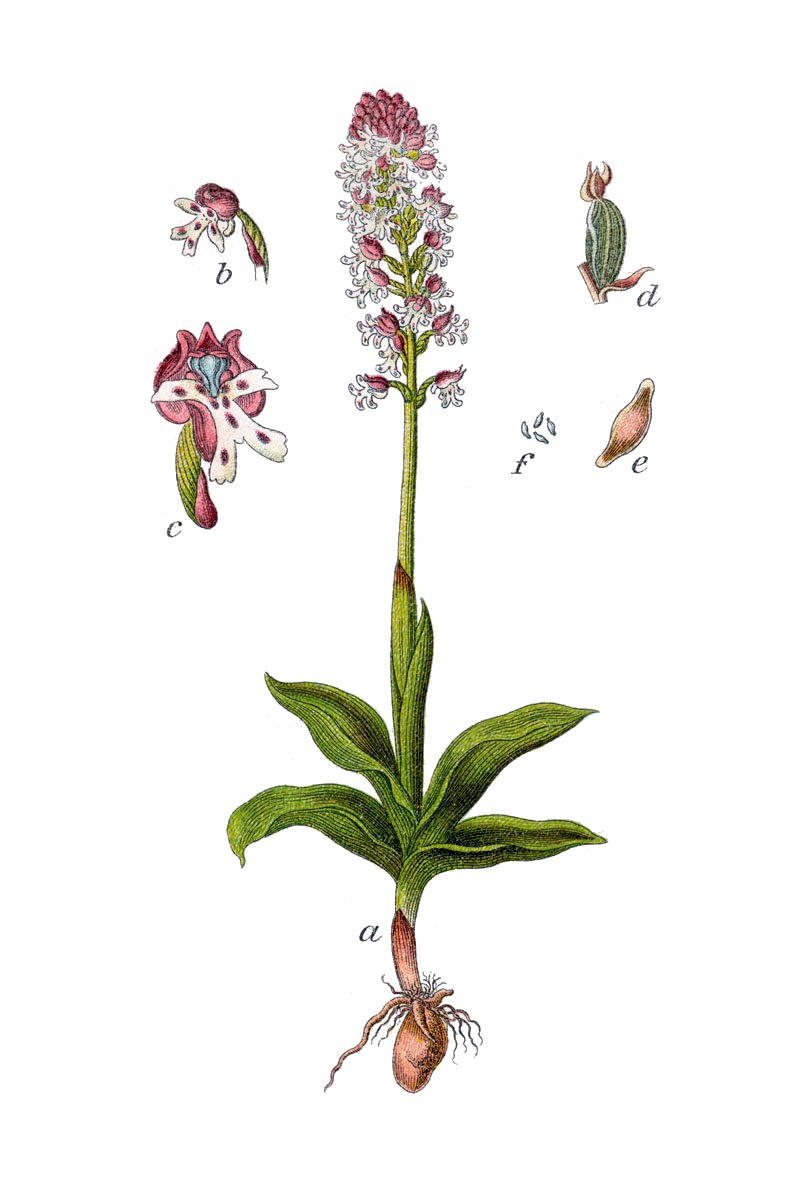

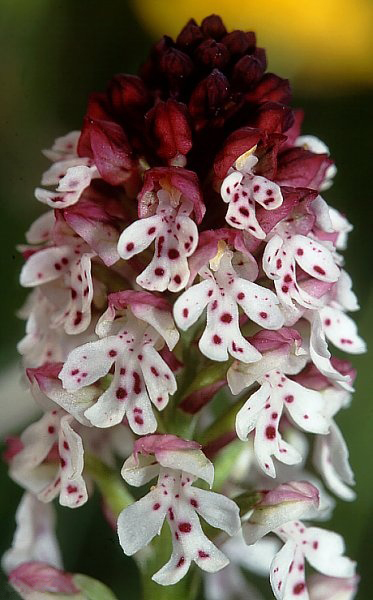
Соцветие

Многолетнее травянистое растение. Образует подземные сферические клубни с толстыми корнями. Считается, что до появления первого стебля растение может 10—15 лет расти только под землёй. Листья 3—9 см длиной, с выступающими жилками. Пара листьев обычно окружает цветонос. Как правило, его высота составляет не более 13 см, хотя она может достигать и 28 см.
Цветки собраны в густые цилиндрические соцветия. Верхняя губа, сформированная чашелистиками и лепестками, красновато-коричневая, 3 мм длиной. Нижняя губа белая, с малиновыми крапинками, 4 мм длиной. Цветки обладают сильным ароматом, напоминающим запах мёда. Цветение с мая по июнь.
Известен гибрид ятрышника обожжённого с ятрышником трёхзубчатым (Orchis tridentata): ятрышник дитрихов Orchis × dietrichiana Bogenh..

## Название
До середины XX века Неотинея обугленная была более всего известна как один из видов рода ятрышника (Orchis ustulata). Самое известное народное обиходное название, под которым эта полевая орхидея была известна, в основном, на юге России и в Малороссии — это любка, несмотря даже на то, что одновременно под таким научным и обиходным именем гораздо чаще упоминается другой таксон из семейства орхидных (Любка или Platanthera), совсем не похожий на ятрышники.

## Распространение и местообитание
Ятрышник обожжённый встречается по всей Южной и Центральной Европе. На юге ареала наиболее крупные его популяции расположены в Испании и Греции, на севере — в Англии и на юге Швеции, на востоке его ареал ограничен Кавказом и Уральскими горами.
В Карпатах и Альпах он произрастает на высотах до 2400 м над уровнем моря. Обычно этот вид предпочитает известковые почвы (иногда кислые) на лугах. Произрастает также на болотах, в открытых сосновых борах, на горных лугах и долинах.

## Охрана
Вид занесён в Красную книгу Республики Беларусь, Латвийской Республики, Литовской Республики, Эстонской Республики, Украины и её областей: Житомирской, Львовской, Полтавской и Тернопольской. Включён в Красную книгу Российской Федерации и её субъектов: Республики Башкортостан, Брянской области, Владимирской области, Республики Дагестан, Краснодарского края, Курганской области, Курской области, Ленинградской области, Липецкой области, Республики Мордовия, Московской области, Нижегородской области, Новгородской области, Пензенской области, Самарской области, Саратовской области, Республики Северная Осетия — Алания, Смоленской области, Ставропольского края, Республики Татарстан, Тверской области, Тюменской области, Челябинской области, Чеченской республики.